# Comuna Holovnîțea, Koreț
Holovnîțea (în ucraineană Головниця) este o comună în raionul Koreț, regiunea Rivne, Ucraina, formată din satele Holovnîțea (reședința), Kalînivka și Zabara.

## Demografie
Componența lingvistică a comunei Holovnîțea
     Ucraineană (99,12%)
     Alte limbi (0,77%)
Conform recensământului din 2001, majoritatea populației comunei Holovnîțea era vorbitoare de ucraineană (99,12%), existând în minoritate și vorbitori de alte limbi.